# Arnd Iloff
Arnd Iloff (* 2. Juni 1910 in Charlottenburg; † 8. April 2001 in Jüterbog) war ein deutscher Industriechemiker (Polymerchemie). Er gilt als einer der Pioniere der industriellen PVC-Produktion in Deutschland.

## Leben
Iloff studierte ab 1929 Chemie in Leipzig, wurde 1934 bei Burkhardt Helferich promoviert (Dissertation: Über die Darstellung von Phenol-glykosiden der 2-Bromglucose, der 2-Desoxyglucose, des N-Acetylglucosamins, des Glucosamins und deren Spaltbarkeit durch Emulsin) und arbeitete danach ab 1935 bei den IG Farben in Bitterfeld. Dort machte er durch Erfindungen um die PVC-Produktion Karriere und leitete bis Kriegsende die PVC-Produktion in Bitterfeld. Zum 1. Mai 1937 trat er der NSDAP bei (Mitgliedsnummer 4.045.056). Im Zweiten Weltkrieg war er unabkömmlich und war am Aufbau einer PVC Produktion in Italien beteiligt, bei Kriegsende war er wieder in Sachsen-Anhalt. 1946 bis 1951 war er als Spezialist in der Sowjetunion in Orjechowo-Sujewo bei Moskau und Dsershinsk bei Gorki, ebenfalls in der PVC-Forschung. Ab 1952 war er Abteilungsleiter im Buna-Werk in Schkopau. 1975 ging er in den Ruhestand und lehrte an der Technischen Hochschule Leuna-Merseburg.
Er war an der Entwicklung von Igelit und dessen Produktion beteiligt. Es wurde ab 1938 in Bitterfeld und später unter anderem Namen in der DDR produziert (zum Beispiel für Schuhe und Regenmäntel).
Iloff erhielt 1960 den Nationalpreis der DDR II. Klasse für Wissenschaft und Technik.
Er war seit 1935 verheiratet.

## Schriften
- mit Georg Wick: Neue Verarbeitungsverfahren für Igelit PCU, in: Kunststoffe, Band 32, Mai 1942